# ملعب أكريشور
ملعب أكريشور (Acrisure Stadium) المعروف سابقًا (ولا يزال يُعرف بشكل عامي) باسم هاينز فيلد ، هو ملعب كرة قدم يقع في حي نورث شور ‏ في بيتسبرغ، بنسلفانيا. وهو الملعب الرئيسي لفريق بيتسبرغ ستيلرز الذي يلعب في دوري كرة القدم الأمريكية (إن إف إل) وفريق بيتسبرغ بانثرز. تم افتتاح الملعب في عام 2001 باسم هاينز فيلد.
في عام 2021، تغير اسم الملعب من هاينز إلى أكريشور، بعد شراء شركة التأمين أكريشور لحقوق ملكية الاسم.

## تاريخ
بتاريخ 12 أبريل 2012 أكد الفريق أنه سوف يحصل على موافقة من اتحاد كرة القدم الأميركية لتوسيع مقاعد الملعب وإضافة 3000 مقعد جديد ليتم استيعاب عدد الجماهير المتزايد.

## صور من الملعب

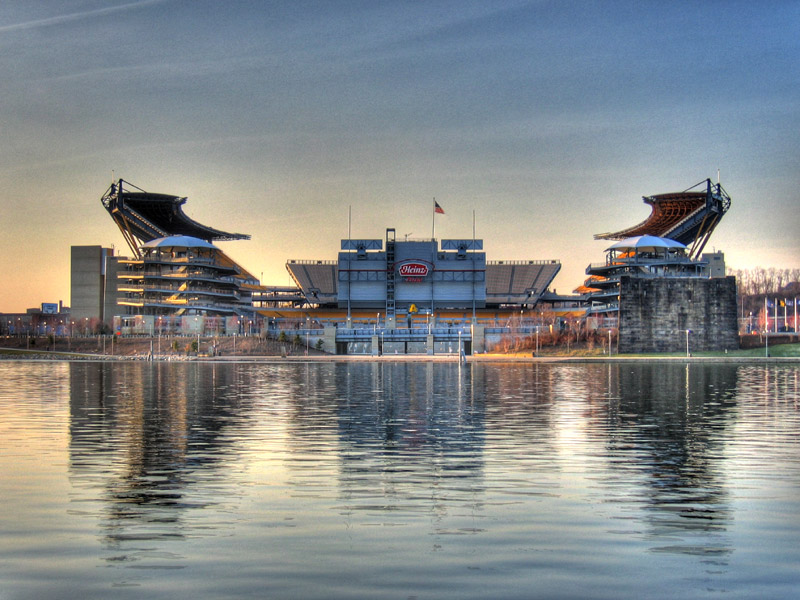
ملعب هاينز فيلد من الجهة الأخرى للنهر.
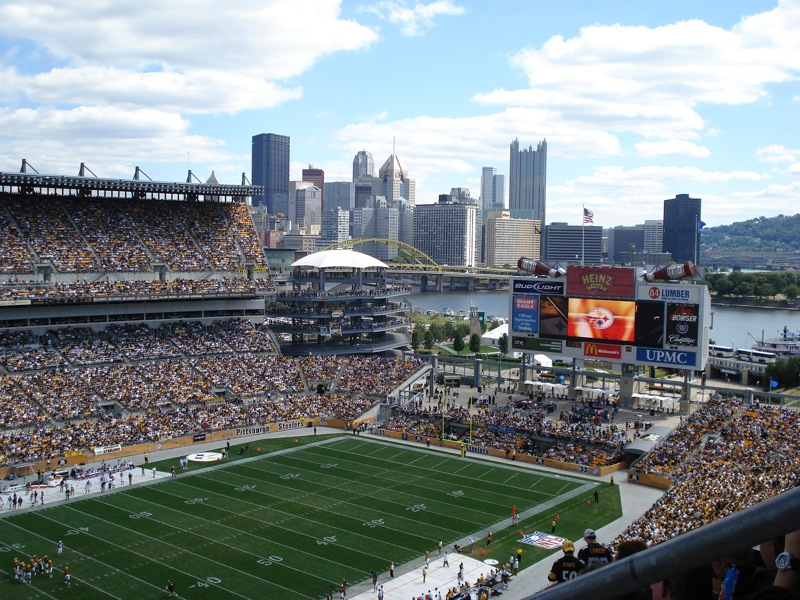
ملعب هاينز فيلد ممتلئ عن أخره و مركز مدينة بيتسبرغ، بنسيلفانيا يظهر في الخلفية.
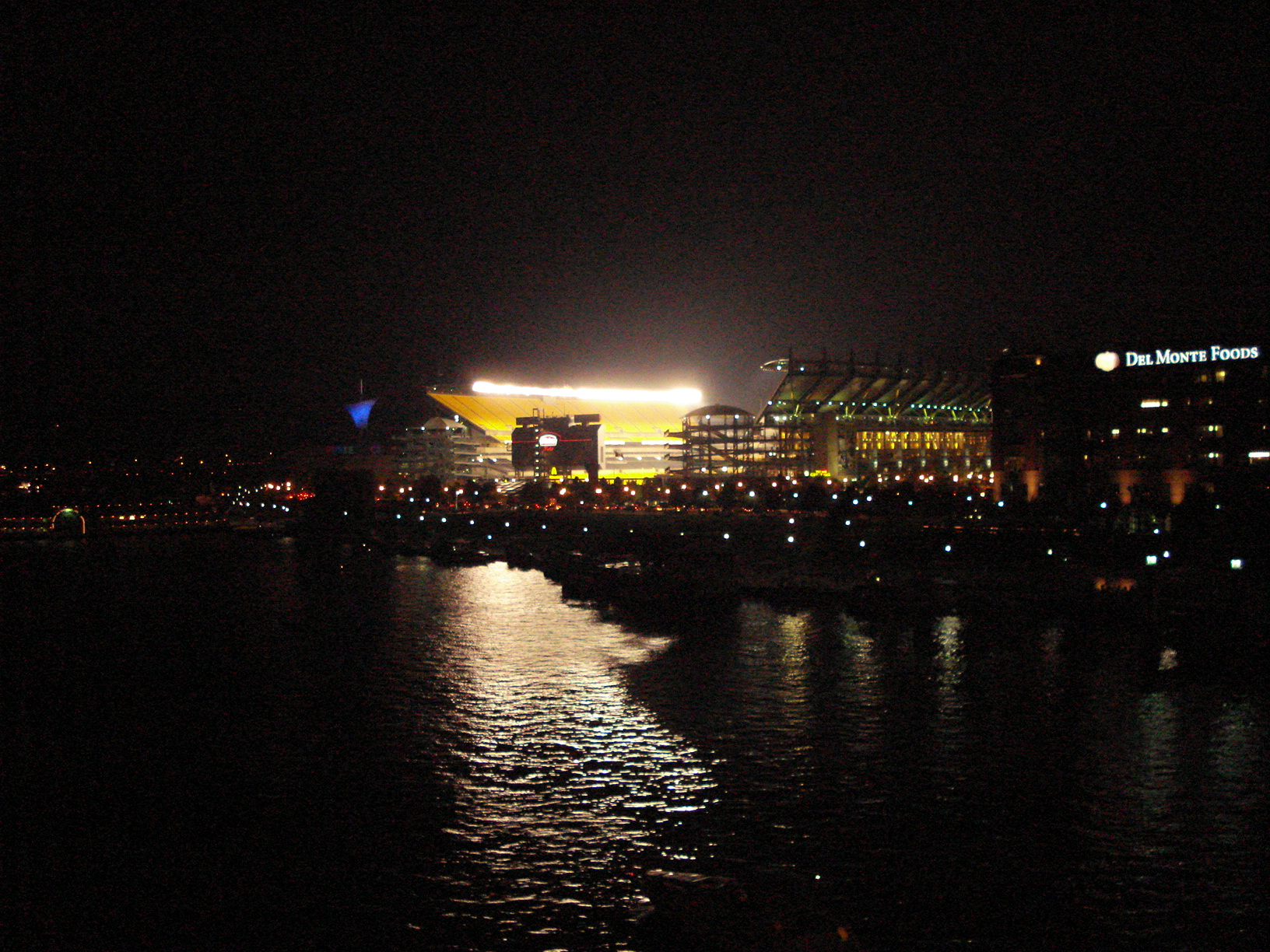
ملعب هاينز فيلد ليلاً.
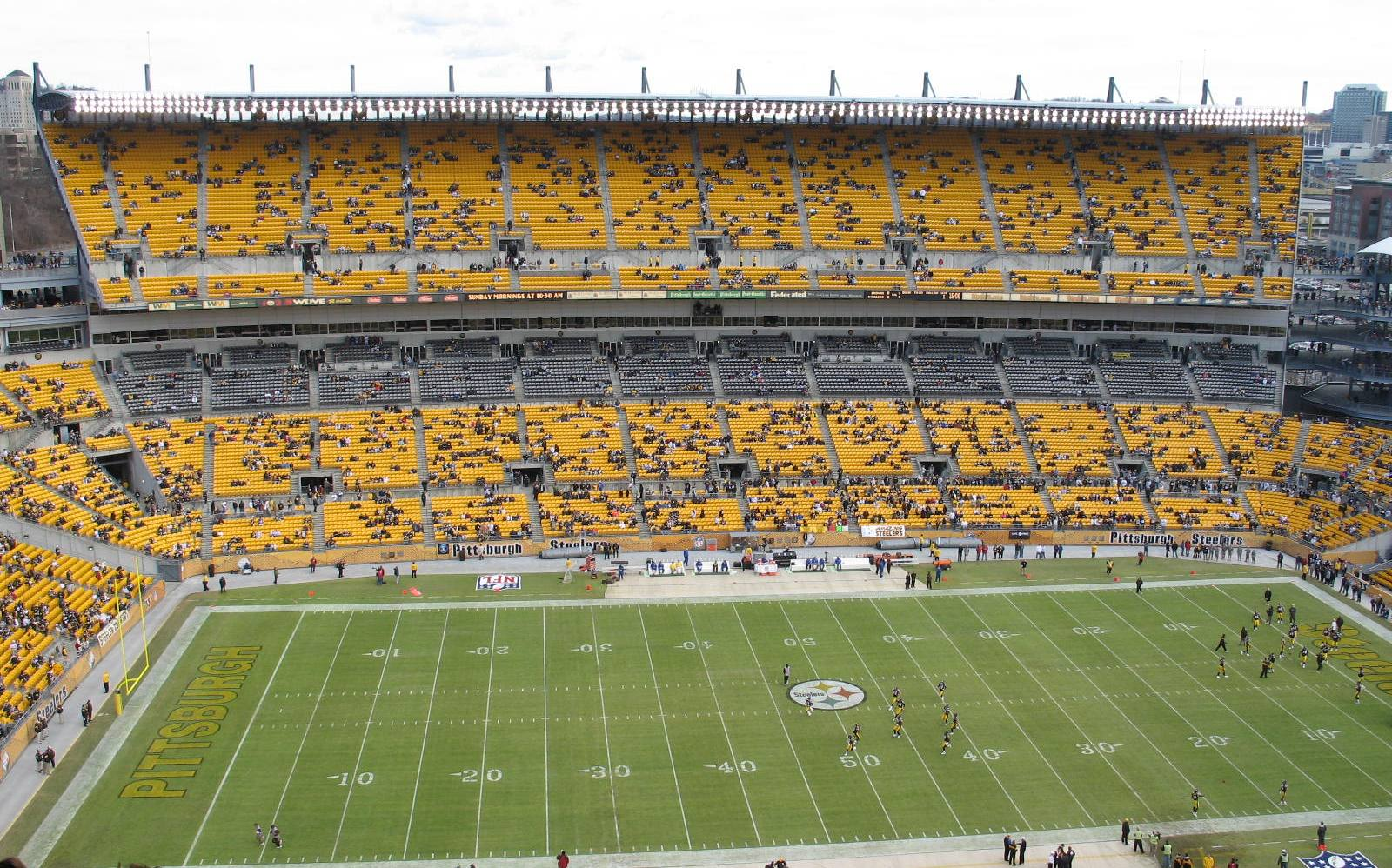
جامهير الفريق تحظر تدريبات بيتسبورغ ستيليرز قبل إنطلاق دوري كرة القدم الأمريكية.